# Doug Hutchison

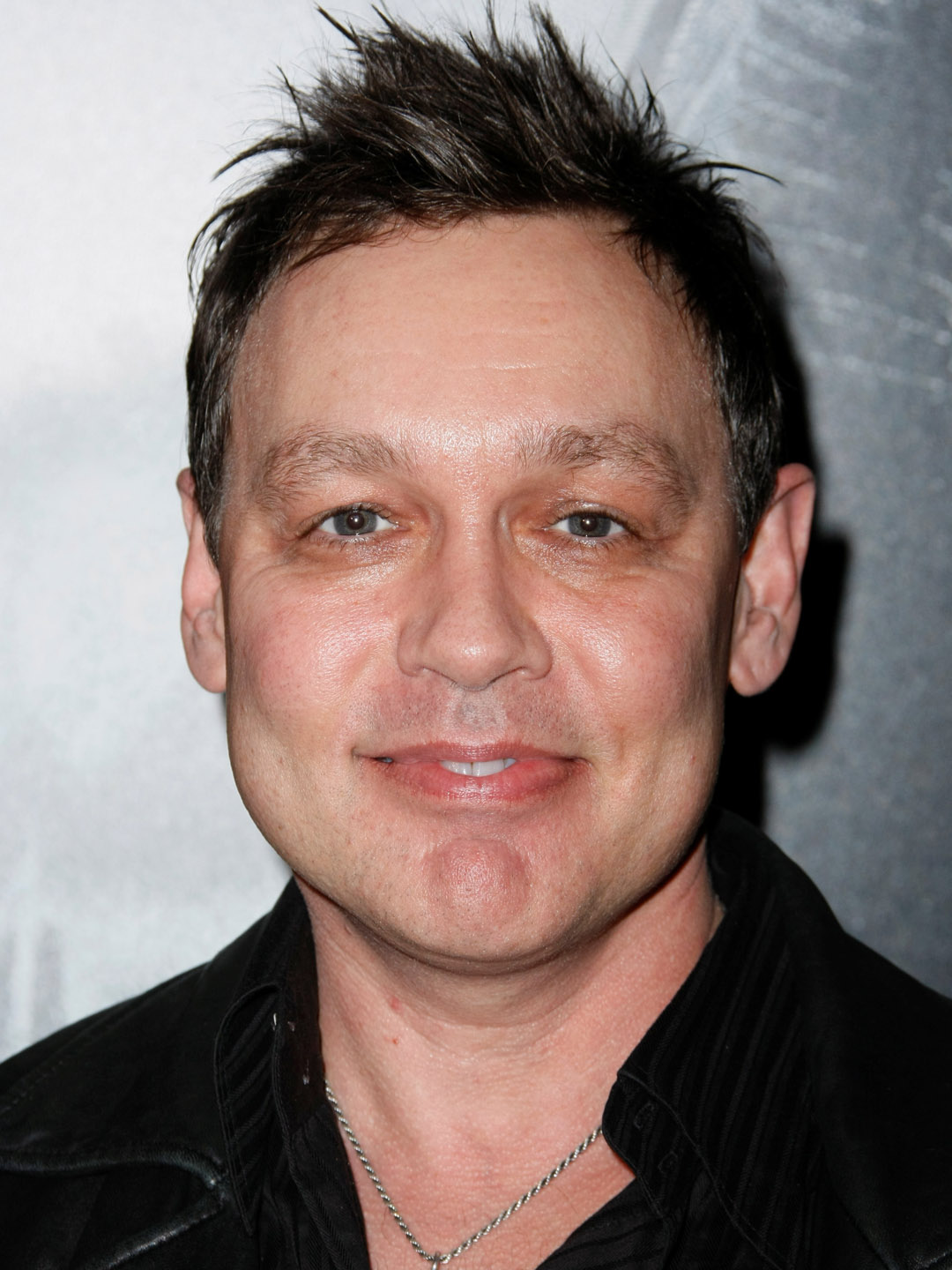
Doug Hutchison (2008)

Doug Hutchison (* 26. Mai 1960 in Dover, Delaware, eigentlich Douglas Anthony Hutchison) ist ein US-amerikanischer Schauspieler.

## Leben
Hutchinson ist seit den späten 1980er-Jahren im Filmgeschäft tätig. Als Filmschauspieler wurde er insbesondere durch die Rolle des brutalen Wärters Percy Wetmore in der 1999 angelaufenen Stephen-King-Verfilmung The Green Mile bekannt. Einen zweimaligen Auftritt hatte Hutchison auch in der Fernsehserie Akte X – Die unheimlichen Fälle des FBI als Eugene Victor Tooms. Ebenso spielte er in einer Episode der Serie CSI: Den Tätern auf der Spur, sowie in den Jahren 2007 bis 2009 in mehreren Folgen von Lost mit.
Mit seiner eigenen Firma Darkwater Inc. ist Hutchinson Produzent und bietet Schauspielworkshops unter dem Titel The Art of Stillness an.
Hutchison war von 2011 bis 2020 mit der bei der Heirat erst 16-jährigen Popsängerin Courtney Alexis Stodden (* 1994) verheiratet. Der große Altersunterschied sorgte bereits bei der Eheschließung für Kritik und Irritationen in Öffentlichkeit und Medien. Nach der Scheidung warf Stodden dem Schauspieler vor, sie gegroomt zu haben.

## Filmografie (Auswahl)
- 1988: Zärtliche Liebe (Fresh Horses)
- 1988: The Chocolate War
- 1992: Der Rasenmähermann (The Lawnmower Man)
- 1993–1994: Akte X – Die unheimlichen Fälle des FBI (X-Files, Fernsehserie, 2 Folgen)
- 1995–1996: Space 2063 (Space: Above and Beyond, Fernsehserie, 3 Folgen)
- 1996: Die Jury (A Time to Kill)
- 1997: Con Air
- 1997: Batman & Robin
- 1997: Love Always (All Points Between)
- 1999: The Green Mile
- 2000: Bait – Fette Beute (Bait)
- 2001: Ich bin Sam (I am Sam)
- 2002: CSI: Vegas (Fernsehserie, Folge 02x19)
- 2002: The Salton Sea
- 2002: No Good Deed (The House on Turk Street)
- 2003: CSI: Miami (Fernsehserie, Folge 02x14)
- 2004–2005: Law & Order: New York (Law & Order: Special Victims Unit, Folge 06x04)
- 2006–2007: Kidnapped – 13 Tage Hoffnung (Kidnapped, Fernsehserie, 7 Folgen)
- 2007: Moola
- 2007–2009: Lost (Fernsehserie, 7 Folgen)
- 2008: Punisher: War Zone
- 2008: The Burrowers – Das Böse unter der Erde (The Burrowers)
- 2010: 24 (Fernsehserie, 4 Folgen)
- 2011: Lie to me (Fernsehserie, Folge 03x12)